# Aderus arcuaticeps
Aderus arcuaticeps is een keversoort uit de familie schijnsnoerhalskevers (Aderidae). De wetenschappelijke naam van de soort werd in 1912 gepubliceerd door Maurice Pic.